# 原子力安全人材育成センター
原子力安全人材育成センター（げんしりょくあんぜんじんざいいくせいセンター）は、日本の原子力規制委員会の施設等機関。原子力規制委員会の職員等に対して研修を行うほか、国家資格である原子炉主任技術者と核燃料取扱主任者の試験を行う。

## 所在地
- 東京都港区六本木1丁目9番9号

## 沿革
- 2014年（平成26年）3月:原子力規制委員会に設置される。
- 2017年（平成29年）2月:虎ノ門から六本木（原子力規制委員会入居ビル）に移転する。
- 2017年（平成29年）4月:組織改編により人材育成課、規制研修課、原子炉技術研修課が設置される。

## 組織
- 所長（原子力規制庁次長が兼任）
- 副所長
- 人材育成課
- 総合研修課
- 規制研修課
- 原子炉技術研修課

## 主な職務
- 職員研修

原子力規制委員会の職員に対し、階層別研修、基礎知識習得研修、専門性向上研修、マネジメント力向上研修、国際性向上研修の区分ごとに研修を行う。2015年度（平成27年度）は全62コース107回の研修を行っている。
- 国家試験

原子炉主任技術者、および、核燃料取扱主任者の試験及び免状の交付の事務を行う。

## 訓練設備
- プラントシミュレータ[2]